# السواد
حی السواد (صنعاء) (به عربی: حی السواد) یک منطقهٔ مسکونی در یمن است که در استان صنعا واقع شده‌است.